# Мавзолей Зангиата
Мавзолеи суфия Занги-Аты узб. Zangiata Mausoleum, который был очень популярен в Ташкенте, и его жены Анбар-Ана — были, очевидно[кому?], построены Тамерланом в девяностых годах XIV-го столетия.
Настоящее имя Занги-Аты — шейх Ай-Ходжа ибн Тадж Ходжа ибн Мансур. Прозвище Занги-Ата означает «чёрный отец». Он родился в семье потомков Хазрата Арслана бобо. Он также был пятым мюридом суфия Ходжи Ахмеда Ясави, которого называют духовным предком всех Тюркских племен Средней Азии и Казахстана . Комплекс мавзолея состоит из следующих строений: мечеть Намазгох (1870); минарет (2014); мавзолей Зангиата; внутренний двор с жилыми кельями — худжрами бывшего медресе (18-й — XIX-й века.); кладбище с мавзолеем Амбар биби.

## Реконструкция культово-мемориального комплекса Зангиата
В 1990-х гг. мемориальному комплексу Зангиата вернулось прежняя функция — место паломничества к гробнице святому Шайху и его супруге Амбар-она. Средневековые памятники архитектуры заново становятся (начало 1990-х годов) функциональным центром поселения Зангиата.
Реконструкция всей территории мемориального комплекса включала перепланировку парковой зоны, оценку физического и морального износа существующих зданий, с последующей реставрацией. Намечалось сооружение вблизи комплекса объектов социально- бытового и торгового назначения, тем самым созданием здесь общественного центра поселения Зангиата.
За последнее десятилетия первый этап работ по реконструкции территории мемориального комплекса и восстановлению исторических зданий завершен.
Здания ансамбля реставрированы, и фасадные части их обогащены поливным декором (порталы мавзолеев Зангиата и Амбар-она, дворовые фасады медресе). Парковая часть комплекса перестроена. Здесь сооружены объекты питания, торговли, бытового обслуживания, секретариат махали Эски Кала, а также религиозная организация (Управление мусульман Ташкентской области).
В настоящее время число паломников и туристов к культово-мемориальному комплексу увеличилось. Появилась необходимость коренной реконструкции территории комплекса и подводных дорог к нему. Исходя из этого, в 2013 году было решено расширить территорию комплекса и мечети Намазгох.
По проекту предполагалось добавление к территории парка северного прилегающего участка, где ранее располагались барачные дома и здания бытового обслуживания. Здесь возведены автостоянки, объекты торговли, туалеты.
Крупной реконструкции подверглась мечеть Намазгох. Построенная в XVI веке, на сегодняшний день требовала расширения. Учитывая историческую ценность старого здания Намазгох, было решено оставить его без изменений, а пристроить к нему с юго-запада новый объём. В старой мечети Намазгох осуществлена реконструкция интерьеров, перестроен летний айван, с заменой устаревших деревянных конструкций балок и колонн.
Коренная реконструкция осуществлена в медресе комплекса Зангиата. В результате перестройки была возвращена П — образная планировочная структура, существовавшая в XVI веке. Для этого были снесены худжры с северо-западной стороны, наспех сооруженные в 1930 — 40-х годах.
В результате сноса минарета (постройка 1915 г.) и северо-западных худжр, сохранившаяся часть медресе с мавзолеем приняла первоначальный, исторически достоверный вид и стала обозреваемы с расстояния входных ворот (дарвазахоны). Образовавшаяся новая площадь (мусалла) на месте снесенного минарета была покрыта плитками, и стала служить местом для молитв в период праздничных богослужений.
В проект расширения комплекса Зангиата входило строительство нескольких крупных зданий — новой мечети с минаретом, объектов для администрации, питания и бытового обслуживания. Все они возведены в юго-восточной и юго-западной части парковой зоны.
Новая мечеть с минаретом (пристройка к старой мечети Намазгох) имела большое значение в пространственной композиции комплекса Зангиата. Она вобрала в себя характер силуэтов портала и куполов мавзолея, черты арочных проемов худжр медресе. Это позволило сохранить стилистическое единство между историческими сооружениями комплекса и новой мечетью Намазгох. Для уравновешивания композиции этого комплекса зданий и придания им статичности в западном углу новой части Намазгох был поставлен минарет.
Проект реконструкции территории комплекса включал в себя создание новых площадей, аллей и зеленых газонов. В результате осуществления этих работ были значительно увеличены зеленые массивы, организованы места для отдыха паломников и туристов, создана пешеходные аллеи, система прудов, крытые беседки.
Два святых захоронения в мемориальном комплексе Зангиата почитаемы не только мусульманами Узбекистана, но и зарубежных стран. Посетить эти места стремятся многие иностранные туристы.
Ныне культово-мемориальный комплекс Зангиата восстановил свою многовековую функцию, став популярным местом паломничества. Архитектурный образ комплекса Зангиата неповторим. Его уникальные историко-архитектурные памятники, построенные при Амире Темуре, а также сооружения, возведенные в течение шести веков, отражают планировочное, конструктивное и стилистическое своеобразие школы зодчества Ташкентского региона.

## Галерея

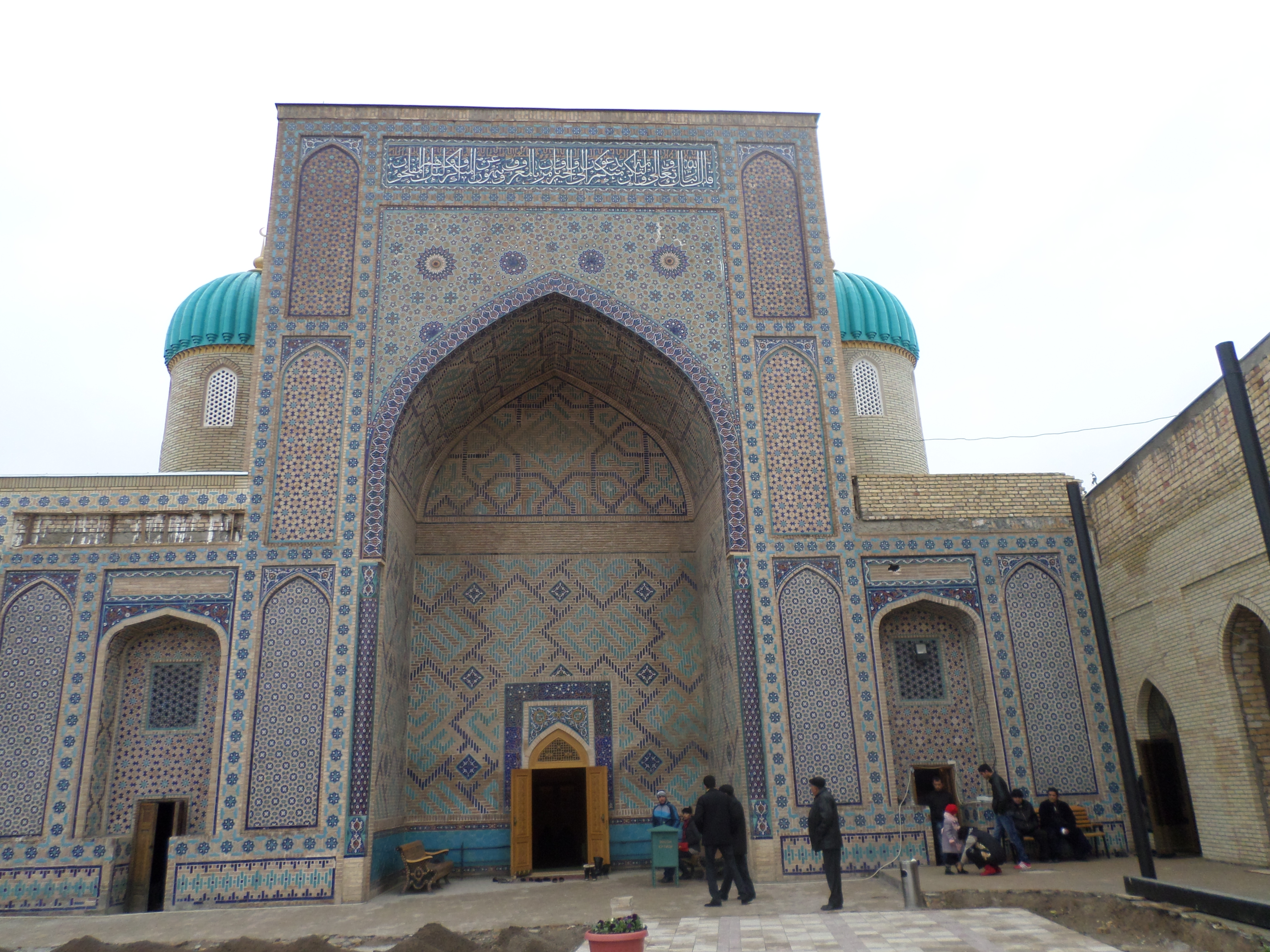
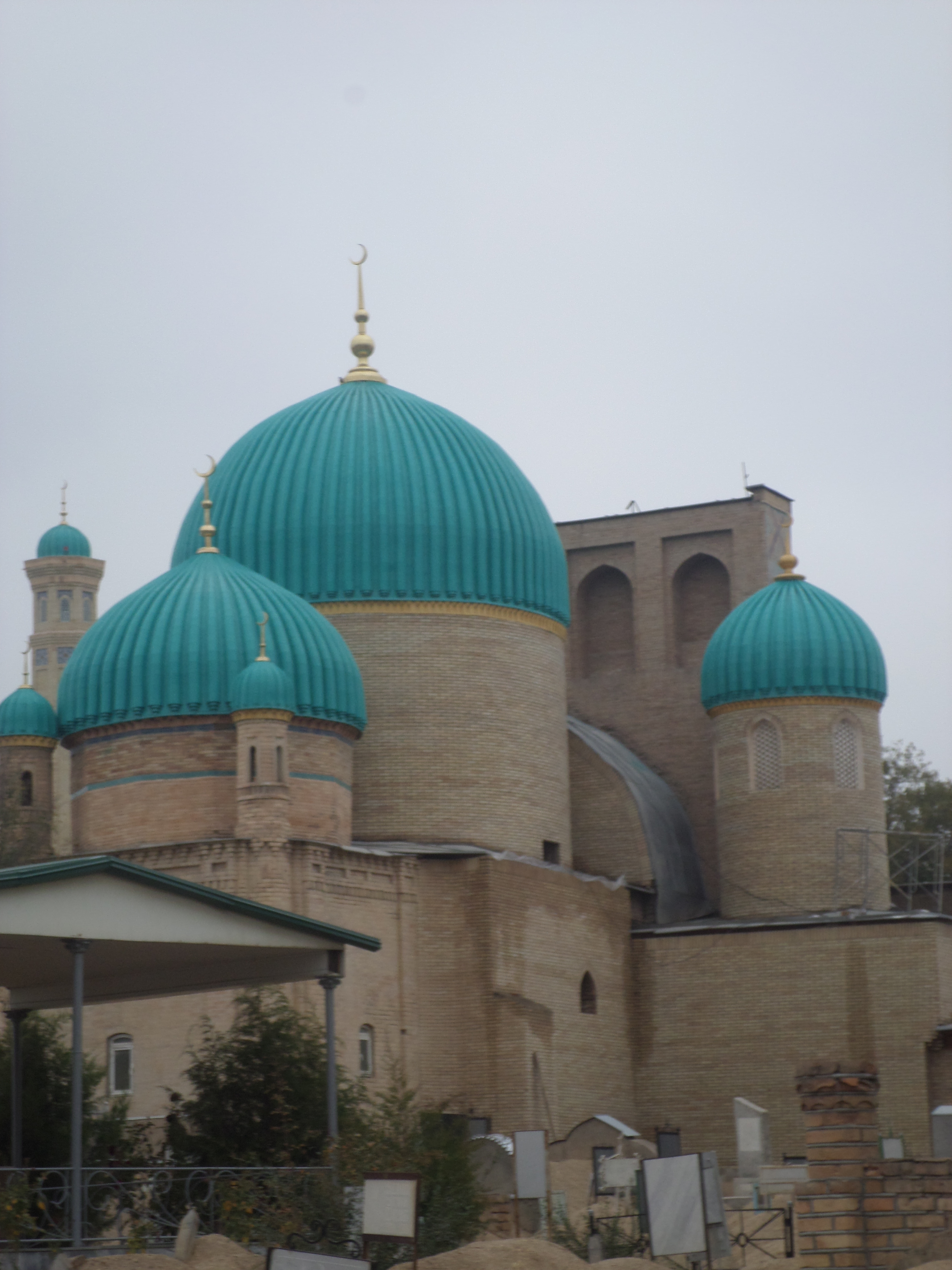
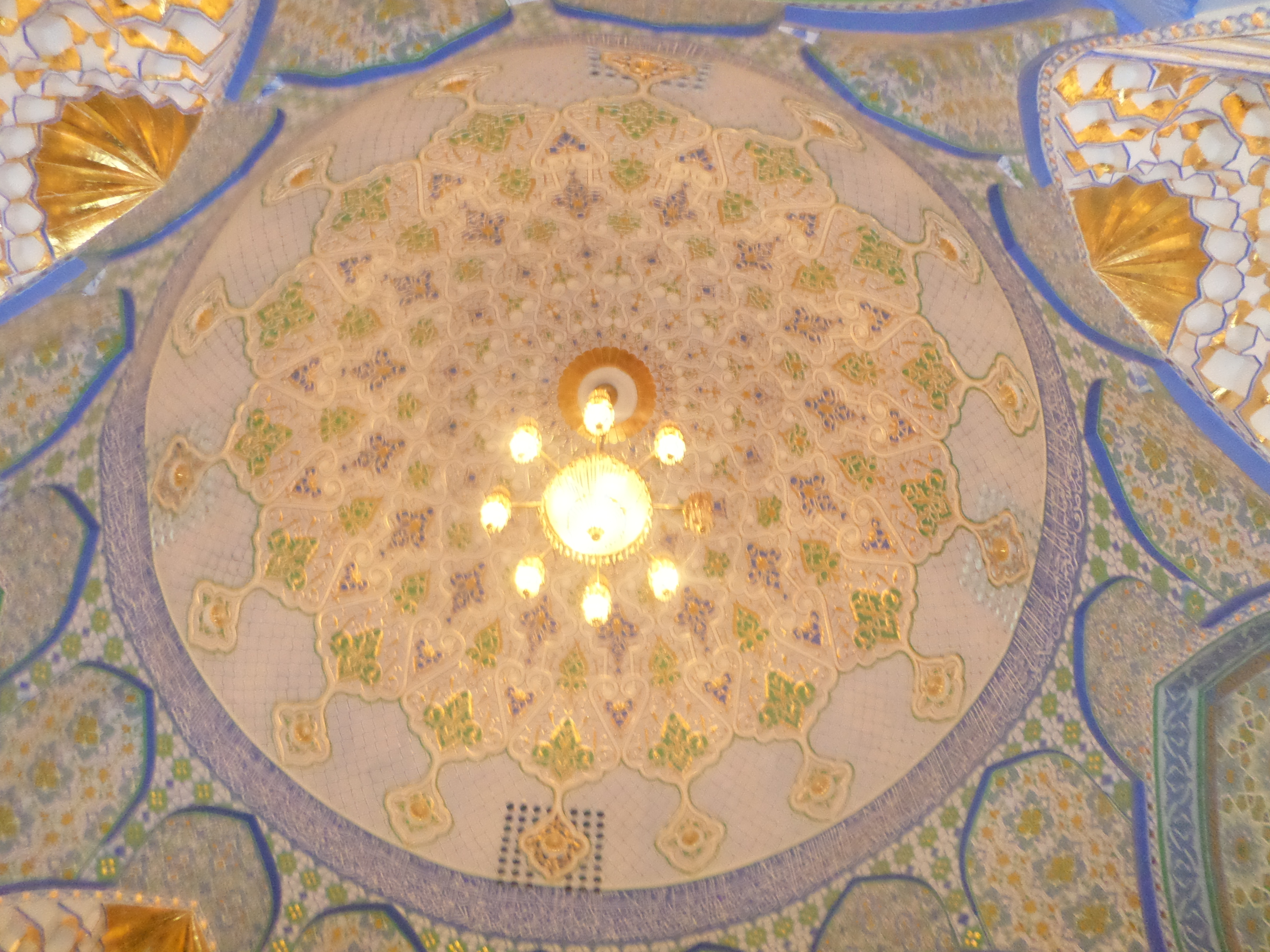
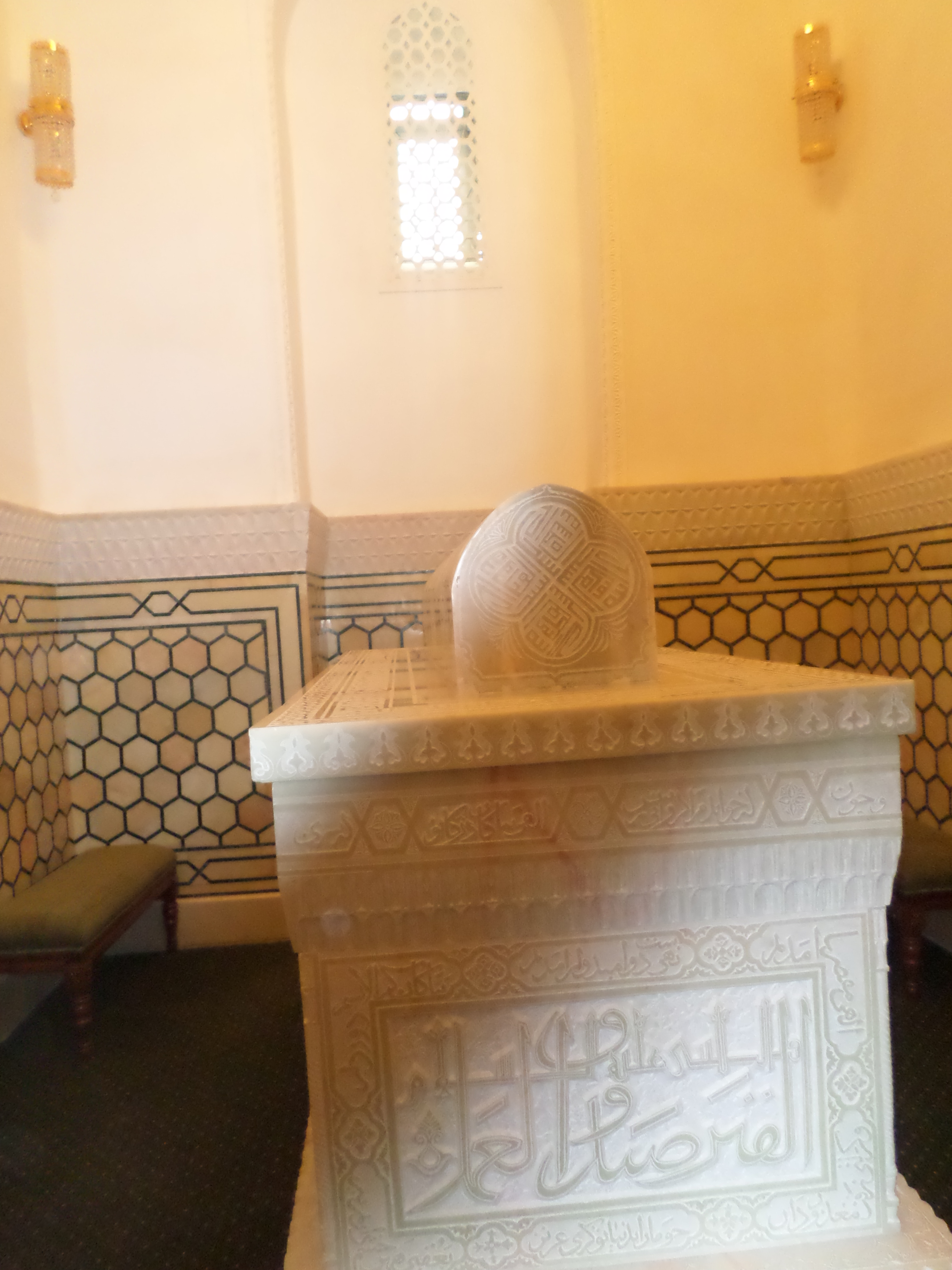
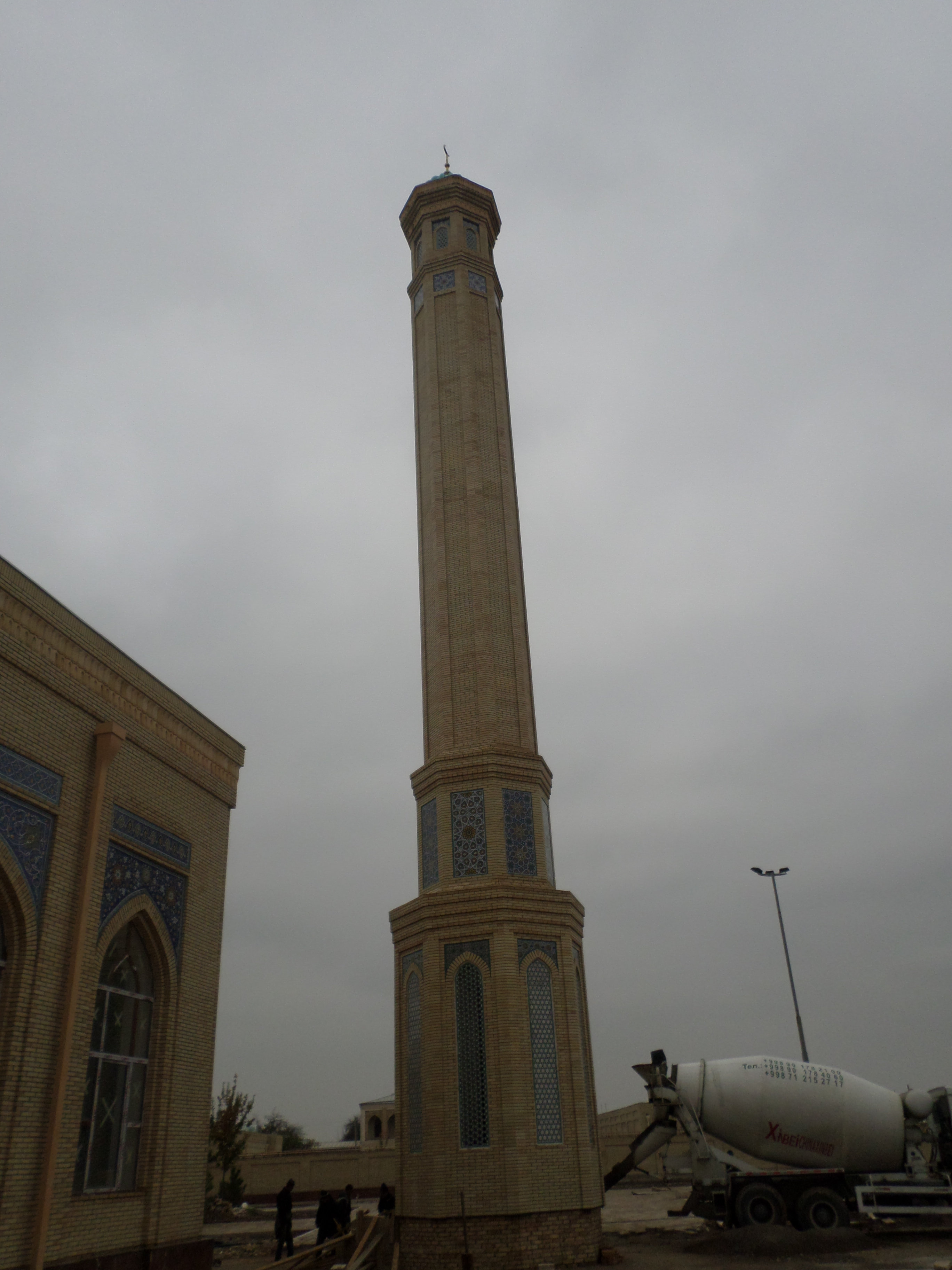
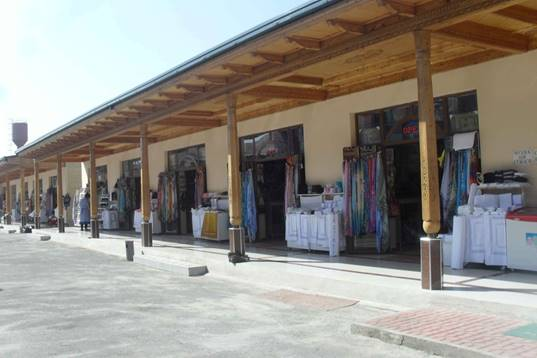
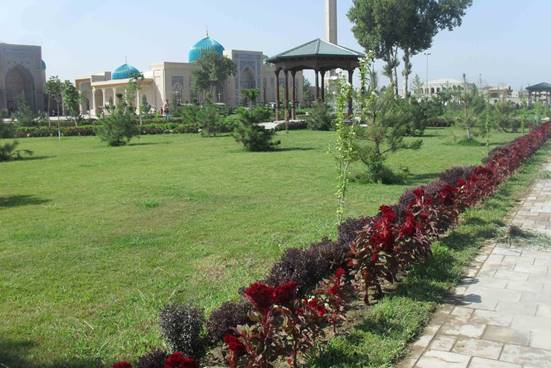
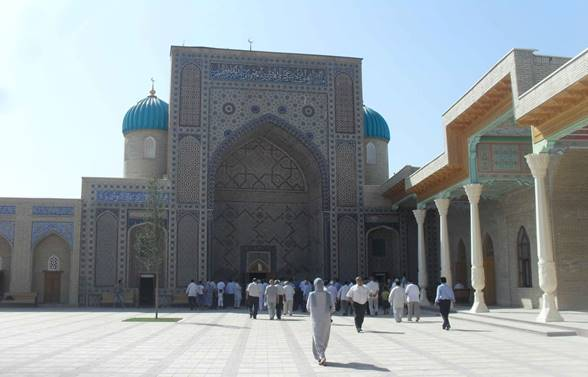
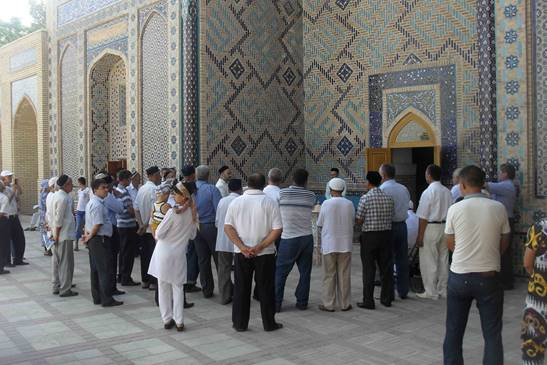